# ماري شير (كاتبة)
ماري شير (بالإنجليزية: Marie Shear)‏ هي نسوية ‏ وكاتِبة أمريكية، ولدت في 1940، وتوفيت في 1 ديسمبر 2017.